# アサシン クリードシリーズにおける年表
アサシン クリードシリーズにおける年表（アサシン クリードシリーズにおけるねんぴょう）では、ユービーアイソフトのステルスゲーム「アサシン クリードシリーズ」における架空の出来事を年表形式に掲載する。この世界の出来事は基本的に現実の時間軸に沿って展開する設定になっているが、史実から大きく脚色されている出来事もある。以下の年代表記は西暦である。

## 年表
※印が付いているものは、ゲームの創作を含まない実際に起きた出来事（史実）である。

### 紀元前
年代不明
- イスが既存種族に遺伝子操作を行い、人間を創造する[1]。

紀元前75383年
- イス同士の争いの統一戦争が起こる。イスの科学者ヘファイストスとコーンススが強力な剣や聖骸布を発明。

紀元前75010年頃
- ジュノーの父、サターンが人間に殺される。この反逆を皮切りに人間とイスとの争いが始まる[1]。
- イヴがイスからエデンの果実を盗み、果実の力でアダムを目覚めさせる。それがきっかけとなり人間による一斉蜂起が起こる[1]。

紀元前75000年頃
- オーディンが自身の滅びの運命を変えるべくロキの息子・フェンリルを封印。
- ロキの命を受けた炎の巨人・スルトにより報復としてバルドルが連れ去られ、オーディンが息子を奪回するべくスヴァルトアルフヘイムへと乗り込む（『アサシン クリード ヴァルハラ』DLC『ラグナロクの始まり』）。
- トバ・カタストロフが発生。イスが絶滅した一方、人類の生き残りは世界各地で新たな文明の樹立に成功する[1]。一部のイスは転生によって滅亡を免れ、後に「賢者」として人間に記憶が受け継がれていくこととなる。

有史以前
- 半神の英雄ペルセウスがゴルゴーン三姉妹のメドゥーサを討伐、その際にエデンの剣が使われた(剣が登場する最初の事例)。
- イアーソーンとアルゴナウタイたちが奇妙な力を持つ金羊毛という聖骸布をコルキスから奪い取る(聖骸布が登場する最初の事例)。

紀元前1700年
- ヨセフがヤコブから｢きらびやかな服｣として聖骸布を受け取る。

紀元前1368年
- ファラオのアクエンアテンがエデンのリンゴを崇拝しアテン信仰を導入する。

紀元前1334年
- 古代エジプトのファラオ・スメンクカーラーによって[2]、テンプル騎士団の前身となる『古き結社』が生まれる。

紀元前970年
- 古代イスラエルにおいてダビデがエラの谷（英語版）にて聖骸布と石を用いてペリシテ人のゴリアテとの一騎打ちに勝利する。

紀元前480年
- コスモスの門徒の策略により、スパルタ王レオニダス1世がテルモピュライの戦いで命を落とす[1]。

紀元前465年
- ペルシアの暗殺者集団(隠れし者と自称)の一人ダリウス(本名アルタバノス（英語版）)によるクセルクセス1世暗殺事件発生。その際に初めてアサシンブレード(ヒドゥンブレード)が使用される[1][3]。

紀元前458年
- スパルタ王レオニダス1世の孫、カサンドラ(またはアレクシオス)が生まれ、スパルタの将軍ニコラオスの家で戦闘訓練を受け育てられる[1]。

紀元前430年
- ギリシアでペロポネソス戦争が勃発。その裏で暗躍していたコスモスの門徒がカサンドラ(アレクシオス)の手により壊滅する[1][4]。
- カサンドラ(アレクシオス)、アトランティスで実の父と出会い「ヘルメス・トリスメギストスの杖」を授かる。

紀元前425年前後
- ダリウスを追っていたペルシアの結社がギリシア内で暗躍を始める。
- ダリウスの息子ナタカス(娘ニーナ)と結婚しエルピディオスと言う子供を設けていたカサンドラ（アレクシオス）、ダリウスと共に結社を退けるものの、ナタカス(ニーナ)を失う。エルピディオスの安全を憂慮し、ダリウスに子供を託しギリシアから旅立たせ、やがてエジプトのアヤへと血脈が受け継がれて行く(『アサシン クリード オデッセイ』DLC『最初の刃の遺産』)。
- カサンドラ(アレクシオス)、バカンス先で起きた事件でイスの力を失ったレオニダスの槍をヘロドトスに託し、まだ見ぬ世界への冒険に旅立つ[5]。

紀元前323年
- イルタニがアレクサンドロス3世を暗殺。

紀元前210年
- ウェイ・ユーが秦の始皇帝を暗殺。

紀元前85年
- メジャイのセブに息子が生まれ、バエクと名付けられる。

紀元前49年
- エジプトのメジャイ、シワのバエクの子ケムが5人の仮面の男に殺される。

紀元前47年
- ナイルの戦いにてバエクは｢サソリ｣のポティヌス（英語版）を暗殺するも、｢ジャッカル｣のセプティミウス（英語版）を仕留め損ねる。
- プトレマイオス13世が死亡※。
- アサシン教団の前身となる『隠れし者』が発足。発足者のバエクはメンフィスで、その妻アヤはローマへ渡り別の支部を設立する[1]。

紀元前44年
- 3月15日、アヤが仮面の男の最後の一人であるセプティミウスを暗殺。また、ブルータスを手引きしガイウス・ユリウス・カエサルを暗殺。
- アヤ、自身の名を捨ててアミュネットを名乗る[1]。

紀元前42年
- カエサルを暗殺したブルータスとカッシウスがフィリッピの戦いに敗北し、自害。この際ブルータスは聖骸布に包まれたが生き返らなかった。

紀元前40年
- 隠れし者の「教義」が確立する（『アサシン クリード オリジンズ』DLC『隠れし者』）[1]。

紀元前38年
- バエクがテーベで起きたファラオの呪いを調査する（『アサシン クリード オリジンズ』DLC『ファラオの呪い』）。

紀元前30年
- 8月12日、アミュネットがクレオパトラを暗殺[6]（アミュネットから渡された毒をクレオパトラが飲み、自害[1]）。その際、息子カエサリオンを隠れし者の一員として引き取る[7]。

時期不明
バエク、アミュネット死去。

### 1世紀
33年
- 古き結社が聖骸布の力で人々を癒して回っていたイエス・キリストを処刑し、聖骸布を奪う。

41年
- ローマのアサシンレオニウスがカリグラを暗殺。

### 3世紀
259年
- アサシンのアクィラスがローマでイシスのアンクを巡る戦いを繰り広げる。

### 4世紀
時期不明
- ローマ帝国がイングランドから撤退したことに伴い隠れし者もイングランドから撤退。古き結社はイングランドに残る。

### 5世紀
時期不明
- フン族のアッティラがエデンの剣を手に入れ、勢力を拡大させる。
- 結社の一員であったアーサー王が岩に刺さったエデンの剣を引き抜き、イングランド王となる。

### 6世紀
時期不明
- 乞食に扮したオーディンの試練を達成したシグムンドがエデンの剣を手に入れ、王となる。

### 8世紀
755年
- 中国の唐において隠れし者(无形者)と古き結社(维序者)が戦い続けている中、結社の一員の安禄山が朝廷に背き安史の乱を引き起こす。鎮圧に失敗し、混乱する王朝の中で隠れし者の李萼が行動を開始する[8]。

793年
- ユハニ・オッツォ・ベルグの祖先がリンディスファーン島を襲撃する。

### 9世紀
835年
- バシム・イブン・イスハーク誕生。

848年
- エイヴォル誕生。

856年
- エイヴォル、両親を失い狼に襲われるが奇跡的に生還する。

861年
- 盗人のバシムが隠れし者と出会い、活動を続ける中で前世（ロキ）の記憶を取り戻し、因縁の相手（オーディン）の記憶を持つ転生者への復讐を決意する。
- バシム、マスターアサシンに任命される。

867年
- バシムと見習いの隠れし者ハイサムがビザンチン帝国の首都コンスタンティノープルにて、皇帝バシレイオス10世の息子レオの暗殺計画を阻止する。

870年
- バシムの命を受けた隠れし者のアンモン、ブルガリアにてエデンの布を入手するものの、鴉の戦士団のシグルド・スティルビョルンによって殺害され、アサシンブレードを奪われる。
- バシムとハイサム、コンスタンティノープルでシグルドに接触する。

873年
- エイヴォルが故郷ノルウェーを去る決断をし、イングランドの豊かな土地へ移住する[9][10]。
- バシムがエイヴォルと出会い、彼らの入植に同行する形で数百年ぶりにイングランドに進出する。これにより隠れし者からアサシン教団、古き結社からテンプル騎士団への移行が始まる。

877年
- バシム、ノルウェーのゴインヘリルにて、エイヴォルとの戦いの末イスのユグドラシルに封印される。

878年
- チッペンハムの戦い（英語版）。大異教軍とアルフレッド王の戦争は結果的に痛み分けの形で終結※。
- 同時期にイングランドに根付く古き結社最後の一人がエイヴォルを裏で支援していたキリストの貧しき戦友と判明。エイヴォルは最後の一人を殺さなかったためテンプル騎士団への移行が確定する。

879年
- エイヴォルは従兄弟であるダブリン王バーリス（英語版）に呼ばれ、アイルランドへと上陸する（『アサシン クリード ヴァルハラ』DLC『ドルイドの怒り』）。

885年 - 886年
- 西フランク王国でパリ包囲戦が勃発（『アサシン クリード ヴァルハラ』DLC『パリ包囲戦』）※。
- 恐ろしい悪夢によって住民が苦しめられていると言うスカイ島の元凶を断つ為にスカイ島を訪れたエイヴォルは、悪夢を産み出している元凶の秘宝を探していると言うカサンドラと出会う。二人は協力して秘宝を探し出し悪夢の元凶を断つ事に成功する[5]。
- エイヴォル、夢の中でのオーディンとの出会いをはじめとする前世の因縁に触れたことを機に、より多くのことを学ぶため同胞たちに別れを告げ、一人イングランドを旅立つ。

時期不明
- エイヴォル、北米の地で死去。
- 10世紀以降に入って隠れし者からアサシン教団への移行が完了。

### 11世紀
1090年
- アサシン教団ペルシャ同胞団の指導者だったハサン・サッバーフはアラムートに主権国家を設立(アサシン教団初)。

### 12世紀
1129年
- テンプル騎士団がトロア教会会議によって認可される※[1][11]。

1162年
- アサシン教団レバンティン同胞団兼ペルシャ同胞団のアラートの指揮官であったハサン・ザ・ヤンガーから指令を受けた後の大導師アル・ムアリムがマシャフに要塞を設ける(当時の仲間内ではハサンと対立したアル・ムアリムが独立して建設したと噂されていた)。

1165年
- アルタイル・イブン・ラ・アハド誕生。母マウドは合併症により死去。

1176年
- アサシン教団要塞のマシャフをサラディンが包囲。当時大導師であったアルタイルの父ウマル・イブン・ラ・アハドがスルタンの寝ているテントに侵入し警告のナイフを置くが、目を覚ましたサラディンに警報を鳴らされ、脱出中にサラセン人の将軍を殺害。その後撤退の条件として将軍を殺した犯人の差し出しを要求。教団は拒否し続けていたがスパイとして送り込んでいたアッバス・ソフィアンの父アフマド・ソフィアンを人質に取られた事で、引き換えにウマルは自らの命を差し出すこととなった。彼はシハブ・アッディーンの手で処刑され、包囲網は解かれた。

1184年
- ジェラール・ド・リデフォール（英語版）がテンプル騎士団の第10代グランドマスターに昇格。※

1187年
- エルサレム王国を守っていたリデフォールがサラディン配下のサラセン人に敗れ捕虜となる。
- サラディンがエジプトとシリアを支配下に置き、同年スルタンの称号を得る。

1188年
- 第3次十字軍遠征※[12]。

1189年 
- マシャフにスパイが侵入。テンプル騎士団率いる十字軍に攻撃を受け、大導師アル・ムアリムが人質となるが、アルタイルの活躍により救出、そして十字軍を追い返すことに成功する。
- リデフォールが一時捕虜から解放されたが再度捕虜となり処刑。テンプル騎士団の指導者は空席となる。

1190年 
- アサシン本部アレッポが騎士団指導者バジリスク卿の命を受けたテンプル騎士団(聖ヨハネ騎士団)によって攻撃される。アルタイルはアサシン教団の大導師アル・ムアリムに聖杯“カリス”の発見を命じられる。
- 教団本部が当時の教団副司令官であったハラシュの裏切りにより一時陥落。そのためアル・ムアリムは本部をマシャフに移転した。
- アルタイルが愛した女性また聖杯“カリス”と呼ばれた女性アダハーはテンプル騎士団に拐われたのち処刑。この事がきっかけとなりアルタイルは関与した人物全員を殺害。心が不安定のままソロモン神殿の秘宝を持ち帰る任務に就く。

1191年
- ロベール・ド・サブレ（英語版）がテンプル騎士団の第11代グランドマスターに昇格。※
- アルタイルはマリク・アルシャイフとその弟カダール・アルシャイフと共にソロモン神殿へと向かったが、アサシンとしての三信条を全て犯し、さらには秘宝を奪われるという失態を犯したことが原因で見習いに降格。その後、大導師アル・ムアリムから9人のターゲットを暗殺する任務に就くが、大導師の裏切りを知り、暗殺する。（『アサシン クリード』メインストーリー）
- アルタイルがアサシン教団の導師に就任する。
- アルタイル、テンプル騎士団の新総長であるアルマン・ブシャールの下蜂起した反乱を鎮めるべく、キプロス島にて戦いを繰り広げる。（『アサシン クリード ブラッドライン』メインストーリー）

1195年
- アルタイルとマリア・ソープ、キプロスのリマソールで結婚する。その後第一子ダリム・イブン・ラ・アハド誕生[13]。

### 13世紀
1204年
- アルタイルがギルド拡張のためコンスタンティノープルを訪れるが、第4回十字軍によるテンプル騎士団支配下のため撤退を余儀なくされる。

1215年
- 第一次バロン戦争。イギリス王に対し諸侯が反乱を起こす。アサシンもウィリアム・カッシンガム（英語版）とロバート・フィッツウォルター（英語版）の派閥に別れてそれぞれの支持派に加勢する。

1227年
- ダリム・イブン・ラ・アハドとクラン・ガルがチンギス・カンを暗殺。

1241年
- クラン・ガルの弟子ネルグイがオゴデイ・カンを暗殺。

1256年
- フレグ・カンがアラムートのアサシンの砦を撃破し、マシャフに向け進撃を続ける。

1257年
- アルタイルがニコロ・ポーロ（マルコ・ポーロの父）とマフェオ・ポーロ（英語版）と出会い、アルタイルとその息子ダリムのもとで訓練を受ける。同時期に、フレグがマシャフを包囲。ニコロとマフェオはアルタイルの写本と記憶の印章を持って脱出する。
- 8月12日、アルタイル・イブン・ラ・アハド死去。

1258年
- ニコロとマフェオがコンスタンティノープルにてアサシンギルドを設立[1]。

1259年
- アサシンの張芝がモンケ・カンを暗殺する。

1265年
- ネルグイがフレグ・カンを暗殺する。

1269年
- ニコロとマフェオが故郷ヴェネツィアに戻り、アサシンギルドを設立[1]。

1275年
- マルコ・ポーロがフビライ・カンからモンゴル帝国に奪われていたアルタイルの写本を取り戻す。

### 14世紀
1307年
- フランスのフィリップ4世がテンプル騎士団に異端者の烙印を押し、最後のテンプル騎士団総長ジャック・ド・モレーを含む60名以上のテンプル騎士が逮捕される※[1]。
- 混乱に乗じてアサシンのトマ・ド・カルネイヨンも騒動に介入。エデンの剣を巡ってジャック・ド・モレーの副官と戦う。

1314年
- 総長ジャック・ド・モレーが火炙りに処されるが、信頼する9人の部下を世界各地に送り込み秘密裏に騎士団の活動を継続させる[1]。

1321年
- ドメニコの師であったアサシンダンテ・アリギエーリがテンプル騎士団に殺害される。

1324年
- テンプル騎士団がマルコ・ポーロとドメニコの父を殺害する。
- ドメニコが大金と貴族の身分とアウディトーレの名を手に入れ、ヴィラを建造する。

1398年
- テンプル騎士のヘンリー・シンクレアとジェームズ・ガン卿が北米大陸に上陸。

### 15世紀
1402年
- テンプル騎士団の力で明の皇帝になった永楽帝がアサシンの指導者だった方孝孺を含めた数千人を処刑。

1424年
- アサシンの李通が永楽帝をゴビ砂漠で暗殺する。

1429年
- イスの声を聞いたジャンヌ・ダルクがエデンの剣を発見し、その力でフランスを勝利に導く。

1440年
- アンギアーリの戦いでフィレンツェが勝利。戦いには6歳のマリオ・アウディトーレも参加する。

1453年
- オスマン帝国のメフメト2世がエデンのリンゴを使ってビザンツ帝国を撃破しコンスタンティノープルを支配。

1454年
- フェデリーコ・ダ・モンテフェルトロがモンテリジョーニを包囲するがマリオの軍が撃退する。

1455年
- スペインにてアギラール・デ・ネルハ誕生。

1459年
- 6月24日、エツィオ・アウディトーレ・ダ・フィレンツェ誕生[14]。

1476年
- イシャク・パシャ（英語版）が串刺し公ヴラド3世を暗殺する。
- エツィオの父ジョヴァンニ・アウディトーレと兄フェデリコ・アウディトーレ、弟ペトルチオ・アウディトーレがアサシンと敵対するテンプル騎士団の罠によって処刑される。この事件をきっかけにエツィオは伯父マリオのもとで2年間修行する[14]。

1478年
- ロレンツォ・デ・メディチと弟のジュリアーノ・デ・メディチがパッツィ家に襲撃される※。

1481年
- メフメト2世が崩御し、長男のバヤズィト2世が王座を手にするが弟のジェムにエデンのリンゴを盗まれる。

1482年
- エデンのリンゴをうまく扱えないジェムがエデンのリンゴをキプロス島に隠す。

1488年
- エツィオがキプロス島から届いたエデンのリンゴを強奪し、正式にアサシンのメンバーになる。

1491年
- アントニオからスペインのアサシンとクリストファー・コロンブスを紹介されたエツィオがリンゴ探しを中断し、スペインへ1年亡命する[15]。

1492年
- アギラール・デ・ネルハがルネサンス期スペインで秘宝をめぐり暗躍する。

1494年
- ジローラモ・サヴォナローラがエツィオから盗んだエデンのリンゴを使ってメディチ家を追放し、フィレンツェを支配する。

1495年
- テンプル騎士がジェムを殺害する。

1498年
- ルクレツィア・ボルジアとアサシンのペロット・カルデロンの間にジョヴァンニ・ボルジア（英語版）という先天性の障碍を抱えた子供が産まれる。ペロットは息子を救うため、アサシンの掟を破り聖骸布を使用。ジョヴァンニは助かるもペロットは裏切りの罪で処刑される。
- エツィオがジローラモ・サヴォナローラと9人の狂信者を暗殺。
- かつてエツィオから逃れたトマス・デ・トルケマダがスペインのアサシンに暗殺される。

1499年
- レオナルド・ダ・ヴィンチによりアサシンブレードの機能に改良が施される。これにより、エツィオ以降のアサシンは薬指を切断する必要が無くなる。
- バチカンでエツィオとテンプル騎士ロドリゴ・ボルジアが直接対決をする。死闘の末、エツィオが勝利するが自身の戦いを顧み、ロドリゴを暗殺せずに見逃す。
- エツィオがバチカンの宝物庫に入り、ミネルヴァのメッセージを見る。

1500年
- ロドリゴの息子、チェーザレ・ボルジアがモンテリジョーニのヴィラを攻撃する。エツィオの伯父マリオがチェーザレによって殺害される。

### 16世紀
1503年
- ロドリゴ・ボルジアがエデンのリンゴの力に目が眩んだチェーザレによって毒殺される。
- ペロットの弟子フランチェスコ・ヴェッチェリオ（英語版）がジョヴァンニ・ボルジアを弟子として迎える。

1504年
- テンプル騎士団と共謀していたイサベル1世がアサシンに暗殺される。

1506年
- レオナルド・ダ・ヴィンチがかつて来たりしものの宝物庫（ピタゴラスの神殿）を発見したのを機に、宝物庫の秘密を狙う集団・ヘルメス教団によって誘拐される。（『アサシン クリード ブラザーフッド』DLC『ダ・ヴィンチ、失踪』）

1507年
- ナバーラ王国とスペインとの戦闘にエツィオが介入し、チェーザレを殺害する。

1509年
- フランスとヴェネツィアが衝突したアニャデッロの戦い（英語版）でバルトロメオ・ダルヴィアーノ（英語版）が捕虜になるが聖骸布を守り抜く。

1510年
- 聖骸布を盗んだニッコロ・ディ・ピティリアーノ（英語版）をフランチェスコ・ヴェッチェリオが暗殺する。
- 明の皇族朱寘鐇が企てた安化王の乱を八虎（英語版）のリーダー劉瑾が対処するも、副官の張永（中国語版）の裏切りにより処刑される。※

1511年
- オスマン帝国のセリム1世とアフメト皇子（英語版）の間で皇位継承争いが勃発し、コンスタンティノープルを訪れていたエツィオが両者の対立に巻き込まれる。

1512年
- エツィオがマシャフでアルタイルの秘密の書物庫にたどり着く[1]。
- エツィオとソフィアが結婚する[16]。

1513年
- 5月、エツィオとソフィアの間に第一子で長女のフラヴィア誕生。

1514年
- 10月、エツィオとソフィアの間に第二子で長男のマルチェッロ誕生。

1519年
- レオナルド・ダ・ヴィンチ死去。最後の一週間をエツィオとマキャヴェリと共に過ごす。
- ジョヴァンニ・ボルジアがエルナン・コルテス主導の新大陸の冒険に参加する。

1520年
- ジョヴァンニ・ボルジアがメキシコ遠征で秘宝のひとつである水晶ドクロを発見する。

1524年
- 嘉靖帝が八虎の力を借りた大粛清により、明のアサシン教団支部を壊滅に追い込む。生き残りのアサシンである、シャオ・ユンが助けを請うべくイタリアのエツィオの家を訪れ、その際にコ・イ・ヌールの箱を受け取る。
- エツィオ死去[17]。

1526年
- シャオ・ユンが明へ戻り、八虎への復讐のため戦いを繰り広げる。（『アサシン クリード クロニクル チャイナ』）

1529年
- シャオ・ユンが八虎との戦いを繰り広げている中、師匠の王陽明が殺害される。

1532年
- シャオ・ユンはアルタン・ハーンの攻撃を掻い潜り、万里の長城で張永を暗殺する。

1541年
- アサシンがペルーのインカ帝国を支配していたフランシスコ・ピサロを暗殺。
- ジョヴァンニ・ボルジアが水晶ドクロで嘉靖帝の企みを知り、中国の同胞に警告を伝える。

1549年
- テンプル騎士団のフランシスコ・ザビエルが日本に上陸し、キリスト教と共にテンプル騎士の理念を伝える。以後、テンプル騎士団は日本各地に勢力を拡大し、騎士団本部からも商人や宣教師の体裁で日本へ団員が派遣され、支配が強化されるようになる。(アサシン クリード メモリーズ)
- アサシン教団を破門されたスペイン人のアルヴァロ・カタリベラが長崎に上陸。そこで出会った少女・つゆ（奈緒江の母親）にアサシンの技術を伝授し、やがて実質的なアサシン教団日本支部である『裹刀衆』を結成すると共に、秘宝（三種の神器）を所持する後奈良天皇に共に仕えるようになる。

1559年
- エリザベス1世がエデンのリンゴの力でイングランドを支配する。

1560年
- 藤林正保（奈緒江の父）が百地三太夫の下に弟子入りし、忍となる。
- カタリベラとつゆが後奈良天皇の遺言に従い伊賀の国を訪れ、正保や服部半蔵らにテンプル騎士団への共闘を促す。以後裹刀衆の活動の拠点は伊賀の国に置かれることとなる。

1567年
- 明のアサシンの導師となったシャオ・ユンが嘉靖帝に不老不死の薬と称した水銀を贈り、暗殺する。

1568年
- 足利義昭が室町幕府第十五代将軍に就任。※

1571年
- 服部半蔵が毛利元就を暗殺。(アサシン クリード メモリーズ)

1573年
- 服部半蔵が本多忠勝の助力を受け武田信玄を暗殺。(アサシン クリード メモリーズ)
- 織田信長が足利義昭を京から追放したことで室町幕府は事実上滅亡。※
- 足利義昭がテンプル騎士団の支援の下結成された『百鬼衆』の長となり、室町幕府再興のため秘宝を手に入れるべく暗躍を開始する。

1575年以降
- 望月千代女が裹刀衆を裏切り、テンプル騎士団に寝返る。(アサシン クリード メモリーズ)
- ディオゴ（後の弥助）とその母がテンプル騎士団の奴隷商人ヌーノ・カロとデュアルテ・デ・メロの奴隷船に乗船するも、騎士団の秘密を知ったディオゴの母が口封じのため殺害される。ディオゴは名もなきアサシンにより命を救われ、そのまま海を漂流していたところをイエズス会の船に拾われる。

1578年
- テンプル騎士となった上杉謙信を服部半蔵が暗殺。(アサシン クリード メモリーズ)
- 第一次天正伊賀の乱が発生。伊賀側の勝利に終わる。※

1581年
- リューリク朝のイヴァン・イヴァノヴィチがアサシンに暗殺される。
- ディオゴがアレッサンドロ・ヴァリニャーノとルイス・フロイスら宣教師と日本に上陸し、織田信長と謁見する。その後上泉信綱とねねに師事し、武士の身分を得た後、弥助に改名。
- 第二次天正伊賀の乱が発生。交野城で藤林正保が足利義昭率いる百鬼衆に討たれ、八尺瓊勾玉が入った箱を奪われる。この戦いにより伊賀の裹刀衆は壊滅する。

1582年
- 本能寺の変が発生。明智光秀から偽の情報を吹聴された奈緒江により織田信長が襲撃され、追い詰められた信長が自刃。
- 裹刀衆の山内鷹、信長が所持していたエデンの剣を中国のアサシン、リウ・イェンに託す。（アサシン クリード メモリーズ）
- 奈緒江と弥助が出会い、共通の敵である百鬼衆に立ち向かうべく仲間と共に裹刀衆を復興させる。
- 山崎の戦いに乗じて弥助と奈緒江が明智光秀を殺害。足利義昭も標的となるが、八尺瓊勾玉と引き換えに助命。これにより、活動する大義名分と人員を失った百鬼衆は事実上消滅する。
- 弥助が日本を訪れていたヌーノ・カロとデュアルテ・デ・メロを殺害し、母の仇を討つ。奈緒江は服部半蔵から真実を聞き、生き延びているとされる母・つゆを探す旅に出る。

1586年
- 錬金術師のエドワード・ケリーとジョン・ディーがエデンの秘宝を使ってイスと会話し、様々な技術を得る。

1590年
- 服部半蔵が裏切者の望月千代女を暗殺。(アサシン クリード メモリーズ)
- 新大陸のロアノーク植民地が消滅。テンプル騎士団とアサシンによる戦争の関与が疑われている。

1596年
- 服部半蔵が風魔小太郎に敗れ死亡。(アサシン クリード メモリーズ)

1598年
- 山内鷹が豊臣秀吉を暗殺。(アサシン クリード メモリーズ)

1600年
- 9月15日(太陰暦)/10月21日(太陽暦)、関ヶ原の戦いにて山内鷹が島左近を暗殺。(アサシン クリード メモリーズ)

時期不明
藤林奈緒江、弥助死去。

### 17世紀
1652年
- ボストンで賢者のトム・カヴァナーが誕生。

1673年
- ラウレアーノ・デ・トーレス・イ・アヤラ（英語版）が観測所捜索の担当となり賢者のトム・カヴァナーを探し始める。

1674年
- トム・カヴァナーが観測所を発見し、タイノ族と共に残りの人生を過ごす。

1690年
- テンプル騎士団が取り仕切るセイラム魔女裁判にアサシンのトーマス・ストダードが介入し、秘宝を巡る戦いになる。

1693年
- 3月10日、エドワード・ケンウェイ誕生。

1699年
- ウィリアム・キッドが島に指輪を隠し、最も信頼する仲間たちに4通の手紙を出す。

### 18世紀
1701年
- ウィリアム・キッドがロンドンで処刑される。※
- スペイン継承戦争が勃発し、多くの海賊が私掠船として戦いに参加。※

1713年
- ユトレヒト条約が締結され、スペイン継承戦争が終結。多くの私掠船乗りが海賊になり3度目の海賊の黄金時代が始まる。※

1715年
- エドワード・ケンウェイが海賊を始める[18]。
- 6月、ボナビスタ岬沖で戦闘中、嵐により船が難破し、エドワードとアサシンのダンカン・ウォルポールが共に浜に打ち上げられる。エドワードがダンカンを殺害し、成りすましてダンカンの目的地ハバナへ向かう。
- 7月、エドワードがスペイン総督でテンプル騎士団西インド諸島支部長ラウレアーノ・デ・トーレス・イ・アヤラの下で賢者と観測所について知る。
- 9月、エドワードがナッソーで海賊共和国を名乗るベンジャミン・ホーニゴールドやエドワード・サッチと再会する。

1716年
- カリブ海にてアロンゾ・バティーヤがオリビエ・ルバスールやイギリスのアサシンサミュエル・ベラミーと共に海賊業を始める。[19]

1717年
- チャールズ・ヴェインとジャック・ラカムが海賊共和国に参加する。

1718年
- 7月、新たに総督になったウッズ・ロジャーズがナッソーへ来訪し、海賊たちは王の恩赦を受けるかで二分する。
- 10月、エドワードたちが英国艦隊の襲撃を受け、サッチが死ぬ。

1720年
- エドワードの副官アドウェールが一旦ジャックドー号を離れ、西インド諸島教団の師アー・タバイの下で訓練を受ける。
- 4月から8月までの間、エドワードがポート・ロイヤルの監獄に投獄され、同時期投獄されていた海賊仲間メアリ・リードの死を受け、意志を改めアサシン教団に加わる。

1721年
- フランスの義賊カルトゥーシュ（英語版）がアサシンになる。

1722年
- エドワードが賢者・バーソロミュー・ロバーツを暗殺し、水晶ドクロを手に入れた後、観測所にてラウレアーノ・デ・トーレス・イ・アヤラを暗殺。ドクロを観測所に安置し、場所ごと封印する。

1723年
- 英国初代首相ロバート・ウォルポールがダンカン・ウォルポールを殺したお礼でエドワードに恩赦を与える。
- イギリスのアサシン教団に入ったエドワードはマスターアサシンとして世界中のイスの遺跡や秘宝を探索する旅に出る。

1725年
- 12月4日、ヘイザム・ケンウェイ誕生。

1732年
- ブードゥー教の司祭フランソワ・マッカンダルが奴隷仲間のアガット、バプティスト、ジャンヌを教団に引き入れる。

1735年
- エドワードの主賓資産管理人をしていたテンプル騎士のレジナルド・バーチがエドワードの娘ジェニファーに言い寄り、エドワードにその正体を密告されそうになる[20]。
- アドウェールがハイチのポルトープランスで奴隷解放のため暗躍する（『アサシン クリード IV ブラック フラッグ』DLC『自由の叫び』）。
- 9月12日、ニューヨークでシェイ・パトリック・コーマックが生まれる。
- 12月3日、ヘイザム10歳の誕生日前夜、レジナルドの企みによりエドワードが殺害される。その後ジェニファーは奴隷として売られ、ヘイザムはレジナルドに引き取られる[20]。

1740年
- 植民地に教団を設立する任務を与えられたアキレス・ダベンポートがジョン・ド・ラ・トゥール(植民地教団の創始者)と出会う。

1743年
- ヘイザムが正式にテンプル騎士団に加入。

1744年
- フィリップが奴隷のジャンヌを買い取る。

1747年
- 6月20日、アヴリーン・ドゥ・グランプレ誕生[21]。フィリップがジャンヌとアヴリーンを自由の身にする。
- アフシャール朝の君主ナーディル・シャーがアサシンだった家臣に暗殺され、コ・イ・ヌールダイヤを奪われる。

1751年
- マッカンダルがバスティエンヌからヴォイニッチ手稿と先駆者の箱を奪い、発見したハイチの遺跡で地震を起こす（英語版）。

1753年
- コルシカ独立戦争の最中、任務を受けたヘイザムがジェノヴァ軍の襲撃に乗じてアサシン教団の拠点に侵入し、アサシンのミコとの決闘の末、アサシンブレードを奪い取る。

1754年
- フレンチアンドインディアン戦争勃発※[22]。
- ヘイザムがイギリスの王立劇場にてミコを殺害して宝物庫の鍵を奪い、ボストンへと向かう。その後、宝物庫を探すため接触した現地の先住民族であるモホーク族の女性、ガジージーオ（コナーの母親となる人物）と恋仲となり、2ヶ月の間共に暮らす。

1755年
- アキレス・ダベンポートの命令でリスボンを訪れていたシェイが先駆者の遺跡のかけらに触れ、地震を起こす。

1756年
- シェイがアサシン教団を脱退、テンプル騎士団に寝返る。
- ラドンハゲードン（コナーの改名前の名）誕生。

1757年
- ジャンヌがアヴリーンを残し失踪する。

1758年
- ルイブールの戦いでアドウェールがシェイとヘイザム率いるテンプル騎士団と戦い殺害される。

1759年
- アヴリーン（当時12歳）がひとりの奴隷を解放しようと試み、その際にルイジアナ教団の師アガットと出会う[1]。

1763年
- シェイとヘイザム率いるテンプル騎士団がアキレス・ダベンポートの植民地教団を壊滅状態に陥れる。

1765年
- アヴリーンがニューオーリンズで「予言の円盤」の存在を知る[23]。

1768年
- アルノ・ヴィクトル・ドリアン誕生[24]。

1770年
- ボストン虐殺事件が起こる。※

1773年
- コナーが自由の息子達と共にボストン茶会事件に参加する。

1775年
- レキシントン・コンコードの戦い。※
- コナーがアメリカ独立戦争に参加する[25]。
- 6月16日、ジョージ・ワシントンが植民地軍総司令官に就任する。※
- 6月17日、イズラエル・パットナムが指揮するバンカーヒルの戦いにてコナーがテンプル騎士のジョン・ピトケアンを暗殺する。

1776年
- アドウェールの孫のエセオサがハイチ教団の再建を始める。
- アメリカ合衆国誕生。※
- 9月21日、ニューヨークの大火（英語版）が発生。※
- 12月、シェイがヴェルサイユでアルノの父、シャルル・ドリアンを暗殺する。

1777年
- アヴリーンが継母マドレーヌ・ド・リスルがテンプル騎士団ルイジアナ支部長であることを知り、マドレーヌより勧誘される。アヴリーンはテンプル騎士団入団を装い儀式終了とともにマドレーヌを殺害する[1]。

1778年
- ヘイザムが息子コナーと対面する。共通の敵となったベンジャミン・チャーチ（英語版）を共に追う。
- エリス・デ・ラ・セールの母親が亡くなる[26]。その後「自己を見つめる旅」を行い、その中でロンドンのケンウェイ邸に住むジェニファーの元に寄る[20]。
- モンマスの戦いでラファイエットとコナーがジョージ・ワシントンにチャールズ・リーの裏切りを知らせる。

1781年
- チェサピーク湾の海戦でフランス海軍とアキーラ号が戦略的勝利を収める。
- アキレスが老衰で死亡。コナーは大火の跡から見つけたアキレスの家族の絵を部屋の壁に掛ける。
- ジョージ砦の戦いにおいて、コナーの手によりヘイザムが殺害される[1]。
- ヨークタウンを包囲した大陸軍が独立戦争に勝利。このときワシントンはエデンのリンゴを発見する。

1782年
- コナーがチャールズ・リーを暗殺し、大神殿の鍵を手に入れる。

1783年
- エデンのリンゴがコナーとジョージ・ワシントンに幻影を見せる。恐れたワシントンはリンゴを海に捨てるよう命令。（『アサシン クリード III』DLC『ワシントン王の圧政』）

1789年
- 父亡き後のアルノを育てたエリスの父フランソワ・デ・ラ・セールがアルノの目の前で暗殺される。この事件をきっかけにアルノはアサシンになる。
- エリスが正式にテンプル騎士団に加入する[1]。
- バスティーユ牢獄が襲撃され、フランス革命勃発。※
- 10月5日、ヴェルサイユ行進に参加するテロワーニュ・ド・メリクールを含めた女性たちをアルノが護衛。

1791年
- ブードゥー教の高僧でアサシンのデュティ・ブークマン（英語版）がカイマン森の儀式を行った事が契機となりハイチ革命が勃発し、アサシン教団率いるサン＝ドマングの奴隷がフランスに対し蜂起する。
- アルノがエリスと再会し、フランス教団に引き合せる。この事件がきっかけとなり、導師であるオノーレ・ミラボーが毒殺され、師匠であるピエール・ベレックとも対決。

1792年
- 8月10日事件に紛れて宮殿に侵入したアルノがナポレオン・ボナパルトと出会う。

1793年
- 8月29日、レジェ・フェリシテ・ソントナ（英語版）がハイチにて奴隷制の廃止を宣言。※

1794年
- アルノとエリスが最高存在の祭典に侵入し、マクシミリアン・ロベスピエールの悪評を撒く。その後、クーデターでロベスピエールは失脚し、翌日に処刑。
- アルノと賢者・フランソワ・トマ・ジェルマン（英語版）との戦いでエデンの剣が破損し力を失う[1]。
- 8月3日、アルノがフランシアードを訪問。サド侯爵の依頼を受けてルイ9世の墓を調査する（『アサシン クリード ユニティ』DLC『DEAD KINGS』）。

1795年
- ヴァンデミエールの反乱をナポレオン・ボナパルトが鎮圧。※

1797年
- トゥーサン・ルーヴェルチュールがソントナの過激思想を危険視して追放し、自身がハイチを統治する。※

1799年
- ブリュメール18日のクーデターが起きる。エデンのリンゴを用いた軍事クーデターでナポレオンは統領政府を樹立する。

### 19世紀
1801年
- トゥーサンとエセオサがサントドミンゴをスペインから奪取し、全ての奴隷を解放する。

1802年
- ナポレオンが義弟シャルル・ルクレールをハイチに送り込み、サン＝ドマングを再支配しトゥーサン・ルーヴェルチュールを捕らえるも、エセオサがルクレールを黄熱病に見せかける形で毒殺。

1803年
- トゥーサンの補佐官ジャン＝ジャック・デサリーヌがフランス軍を破り、反乱が成功する。※

1804年
- 1月1日、ハイチが正式に建国。デサリーヌは長年の蛮行への報復と奴隷制復活への脅威から残る白人全ての処刑を命じる。※
- デサリーヌの暴走を止めるため、エセオサはコナーへ弟子入りする。

1808年
- ナポレオンの工作員グラフがテンプル騎士団のブラック・クロスから訓練を受け、セリム3世を殺害する。

1819年
- インドの大導師ハミッドが少年のアルバーズ・ミールを教団に勧誘する。

1830年
- ランジート・シングがコ・イ・ヌールダイヤを手に入れ、宮殿の地下に隠す。

1839年
- テンプル騎士のフランシス・コットンがランジート・シングを毒殺する。

1841年
- シク王国と東インド会社が対立する※[27]。
- アルバーズがテンプル騎士ウィリアム・スリーマン（英語版）に捕まったハミッドを救出し、騎士団によって奪われたダイヤと箱の奪還を命じられる。
- コ・イ・ヌールをアレクサンダー・バーンズとの決闘に勝利したアルバーズが奪還する。（『アサシン クリード クロニクル インディア』）

1847年
- 11月9日、エヴィー・フライ、ジェイコブ・フライ誕生。

1865年
- エイブラハム・リンカーンを殺害したテンプル騎士ジョン・ウィルクス・ブースがアサシンに暗殺される。

1868年
- エヴィーとジェイコブがヘンリー・グリーン(アルバーズの息子)と出会い、数百万もの労働者たちを救うためロンドンで暗躍する[28]。
- 江戸幕府第15代将軍・徳川慶喜が大政奉還を行い、徳川将軍家による政権に幕を下ろす※。
- 戊辰戦争が勃発し、新政府軍と旧幕府軍が対立する※。
- 司馬篤湖とその兄・揖深が宮本武蔵の刀・正宗を巡る新政府と皇室の勢力の戦いに巻き込まれる（アサシンクリード フラグメント）。

1872年
- ユリシーズ・グラントが送り込んだテンプル騎士がエヴィーとヘンリー相手にヴォイニッチ手稿を取り合う。

1874年
- 兵役から逃れるために山に逃げたニコラ・テスラがエデンのリンゴを発見する。

1881年
- ロシア皇帝アレクサンドル2世がアサシンに暗殺される。

1887年
- アサシン教団ロシア支部のアレクサンドル・ウリヤノフがアレクサンドル3世の暗殺に失敗し、処刑される。
- アサシンのモニア・ベルグソン（英語版）が秘密結社黄金の夜明け団に潜入するもテンプル騎士のマグレガー・メイザースと結婚する。

1888年
- ホワイトチャペルで切り裂きジャックによる連続殺人事件が起こる（『アサシン クリード シンジケート』DLC『切り裂きジャック』）※。
- ロシアのアサシンのニコライ・オレロフがアレクサンドル3世の暗殺を試みるも、隙を突かれて撃退される。

1893年
- ジェイコブの孫娘、リディア・フライ誕生。

1894年
- ニコライから受けた傷が悪化してアレクサンドル3世が死亡。

### 20世紀
1901年
- テンプル騎士のジョン・モルガンとトーマス・エジソンがテスラを社会的に抹殺し、エデンのリンゴを奪う。

1905年
- ロシア皇帝ニコライ2世の息子アレクセイの病を治す口実で近付いたグリゴリー・ラスプーチンがエデンの杖を盗む。

1908年
- ニコライはテンプル騎士のラスプーチンの杖を使った実験を阻止するためツングースカへ向かい、ツングースカ大爆発が発生する。

1910年
- 当時のテンプル騎士団のリーダーがある計画（のちのアブスターゴ社設立）を考える[29]。

1913年
- 南アフリカの村で先駆者の頭蓋骨が見つかる。

1914年
- ドイツとイギリスのクリスマス休戦の最中にテンプル騎士の将校が軍医として紛れていたアサシンに暗殺される。

1916年
- ラスプーチンがアサシンと共謀したフェリックス・ユスポフに暗殺される。
- 第一次世界大戦下のイギリスでリディア・フライが暗躍する。

1917年
- 二月革命が起こり、ニコライ2世が退位※。
- ロシア教団の科学者セルゲイがロシア科学アカデミーに移りアサシンの研究機関を設立。

1918年
- 十月革命後のロシアでニコライ・オレロフがアナスタシア皇女を助けた影響でアサシン教団とテンプル騎士団の双方から追われることになる（『アサシン クリード クロニクル ロシア』）。
- アナスタシアがニコライの手引きにより戸籍を偽装し、ドイツに亡命。以後アンナ・アンダーソンを名乗る。

1919年
- アイルランド独立戦争でアサシンが暗躍する。
- アメリカでパーマー・レイドが始まり、ニコライの妻アンナと長女ナディアがロシアへ国外追放される。

1925年
- テンプル騎士団上級騎士の孫文をアサシンが暗殺する。

1926年
- ニコライが自分を追ってきたセルゲイを殺害する。
- テンプル騎士がエデンのリンゴの所有者だったハリー・フーディーニを殺害し、リンゴを奪う。

1928年
- ニコライが襲撃者のアサシンと刺し違える形で死亡。息子のインノケンティがアサシンブレードを回収し姿を消す。

1930年
- マハトマ・ガンディーがエデンのリンゴの力で塩の行進を行う。

1937年
- 当時のテンプル騎士団指導者層であったトーマス・エジソン、ヘンリー・フォード、ハーベイ・ファイアストーン、フランクリン・ルーズベルトらがアブスターゴ社を創業する[1][30][29]。
- スペイン内戦中、アサシンのイグナシオ・カルドナとテンプル騎士団の黒十字を務めるアルビー・ボールデンが結託。秘宝「コ・イ・ヌール」を狙う最初の意思の使徒から奪うべく戦う[1]。

1939年
- 9月1日、第二次世界大戦が勃発する。※

1943年
- ニコラ・テスラが死亡したとされ、テンプル騎士団の指示でFBIが資料と財産をすべて回収する。
- 駆逐艦エルドリッジ内でエデンのかけらを用いた実験フィラデルフィア計画が行われる。

1944年
- テンプル騎士団が計画の一環としてブレトン・ウッズ会議を開き、協定を結ぶ。
- アブスターゴ社のエージェントのキース・シピオーネがミラノで聖骸布のオリジナルを購入。

1945年
- アドルフ・ヒトラーの替え玉が地下壕で爆死。
- ウィンストン・チャーチルがエデンのリンゴをヒトラーから受け取る予定だったが、本物のヒトラーはアサシンによって暗殺されてしまったため現れなかった。
- アブスターゴ社がマンハッタン計画を認可し、原爆実験を行う。

1948年
- テンプル騎士がガンディーを暗殺してエデンのリンゴを奪う。
- テンプル騎士が騎士団を裏切ったハリー・ホワイトを殺害する。
- ウィリアム・マイルズが産まれる。

1952年
- ロザリンド・フランクリンがX線で三重らせん遺伝子を発見し、アブスターゴ社が情報を独占し研究を始める。ライナス・ポーリングがその研究を進める。

1953年
- ヨシフ・スターリンがアサシンに毒殺される。
- モハンマド・モサッデクが石油の国有化を図るがテンプル騎士団によって失脚させられる。
- ジェームズ・ワトソンとフランシス・クリックがテンプル騎士団から渡された研究データを元に二重らせんモデルを提唱し、三重らせん説を覆す。

1954年
- テンプル騎士団はアラン・チューリングにロボット開発を止めるよう命令するが無視されたため、殺害する。
- グアテマラのハコボ・アルベンス・グスマン大統領がアブスターゴ社の策略で失脚する。

1958年
- アブスターゴ社がNASAを設立。

1960年
- アニムスの初期コンセプトメモリアムS‐2000がMKウルトラ計画の中で試験。

1963年
- テンプル騎士団がジョン・F・ケネディを暗殺してエデンのリンゴを奪う。

1969年
- テンプル騎士団がNASAにアポロ計画を実行させ、月面のエデンのリンゴを回収する。

1971年
- ハイチのフランソワ・デュヴァリエ大統領をアサシンが暗殺する。

1973年
- チリのサルバドール・アジェンデ大統領がアブスターゴから指示を受けたアメリカが計画した軍事クーデターで殺害される。

1976年
- 三重らせん遺伝子の存在を知ったウォーレン・ヴィディック博士がアニムス開発を始める。

1977年
- ウィリアムがアブスターゴからアニムスの設計図を盗み、ロシアのアサシンのメデヤ・ヴォロニナに渡す。

1978年
- アブスターゴ社がアニムスを製造。遺伝子記憶の研究を始める。

1980年
- ヴィディックがアニムス計画を開始し、被検体1号からアヴリーンの記憶を引き出す。
- ヴィディックが同僚のアイリーン・ボックを被検体0号とし他人の記憶を追体験する代用計画を開始する。

1981年
- アイリーンが実験中の事故で再起不能になり代用計画は凍結。

1982年
- クレイ・カズマレクが産まれる。

1983年
- ニコライの子孫が誘拐され、ヴィディックに洗脳手術を施される。その少年は被検体4号となりダニエル・クロスと名付けられる。

1985年
- ユハニ・オッツォ・ベルグ誕生。

1987年
- デズモンド・マイルズ誕生。

1991年
- ロシアのアサシンが最初のアニムスを完成させ、メデヤ・ヴォロニアが被検体になるが甚大な副作用が出る。
- ボリス・エリツィンがアブスターゴの力を借りてソ連でクーデターを起こす。

1997年
- 人類の起源の発覚を恐れたアブスターゴは古人類学者ティム・ホワイト（英語版）率いる発掘調査隊の近くに偽造した原人と新人の間を繋ぐ種の頭蓋骨を埋める。

2000年
- アブスターゴの票操作によりウラジーミル・プーチンがロシアの大統領に就任する。
- ダニエル・クロス、アサシン教団の拠点を見つけ壊滅させる（大粛清）[1][30]。

### 21世紀
2001年
- アブスターゴの操作によりジョージ・W・ブッシュが大統領に就任する。

2002年
- 安定性が増したアニムス1.28が完成する。
- ニコライの娘ナディアが自分の親族と知らずにダニエルと会う。

2003年
- デズモンド（当時16歳）、脱走する。
- 石油市場を狙うアブスターゴがブッシュ大統領にイラク戦争を始めさせる。
- アブスターゴが火星探査機ビーグル2号の制御を奪う。

2004年
- CIAによる麻薬密売などの悪事を告発したアメリカのジャーナリストゲイリー・ウェッブ（英語版）がアブスターゴの関与を発見したもののアブスターゴのエージェントにより暗殺される。

2006年
- 3月21日、カリフォルニア州バークレーにてレイラ・ハサンが大学を中退する表明を録音する。アブスターゴ社CEOアラン・リッキンに見初められていることをほのめかす[31]。

2007年
- クレイがウィリアムの元でアサシンの修行を受ける。

2008年
- クレイがウィリアムの命令でアブスターゴからアニムスの実験データを盗む。
- アブスターゴ社、アカシック衛星網を実施する[29]。

2010年
- アブスターゴ・エンターテイメントが設立される。
- 妊婦の被検体15号が計画から排除される。

2011年
- クレイ・カズマレクがウィリアム・マイルズの命令でアブスターゴに潜入し被検体16号となる。

2012年
- 8月8日、クレイが大量の血文字を残して自殺。
- 9月1～2日、アルタイルの遺伝子記憶を目的に、デズモンドがアブスターゴ社に誘拐される[1]。
- 9月8日、デズモンドがルーシー・スティルマンの助力を得てアブスターゴから脱出。
- 9月9日、ローマの隠れ家に案内されたデズモンドはショーンとレベッカに出会い、エツィオの記憶を追体験する。
- 9月15日、ヴィディックの襲撃を受けたデズモンドらは隠れ家を放棄し、翌日モンテリジョーニの地下にてエツィオの記憶の続きを追体験する。
- 10月10日、コロッセオの地下でエデンのリンゴを見つけたデズモンドはジュノーに操られルーシーを殺害する。
- 10月30日、昏睡状態に陥ったデズモンドはアニムス内でクレイに助けられ、残りのエツィオの記憶をすべて体験し復活する。同日ウィリアムと合流し、ニューヨークの神殿を見つけ、そこでヘイザムとコナーの記憶を追体験する。
- 12月14日、デズモンドがヴィディックとダニエルを殺害し、捕まっていたウィリアムを救出する。
- 12月21日、太陽フレアが地球を襲うがデスモンドらの活躍により地球滅亡は免れる[1]。同日デズモンド死去。遺体をアブスターゴ社に回収される。

2013年
- ウィリアムに代わりギャヴィン・バンクスがアサシンのリーダーとなる。
- レイラが自分のルーツ探しの旅でエジプトへ行く[32]。
- 10月29日、アブスターゴ社に新入社員（リサーチアナリスト）として『アサシン クリードIV ブラック フラッグ』の現代編主人公が入社する。
- アサシン教団大阪支部が極道組織・陰摩羅鬼組の襲撃を受け、導師のモチヅキ・ケンイチが死亡したのを機に抗争へと発展。ケンイチの妻・サエコは、アサシンが今後街に紛れて活動するにあたり隠れ蓑として利用するため陰摩羅鬼組を懐柔。
- ギャヴィンらアルタイル2号のメンバーが日本のアサシンと合流するため大阪を訪れる。

2014年
- 5月30日 0時27分、アブスターゴ・エンタテイメントCCOのオリヴィエ・ガノーがシカゴの株主総会に向かう途中にエイデン・ピアース(ウォッチドッグス主人公)により車列襲撃を受け殺害される[33]。
- 9月15日、アブスターゴ社において、HSD（先駆者）ゲノムを追究することを目的とした「フェニックス・プロジェクト」に関する報告書が出される[34]。
- ショーンと｢入門者｣と呼ばれるハッカー集団のリーダービショップがヘリックスのサーバーを攻撃し、ユーザーにアルノの記憶を追体験させる。
- ユハニ・オッツォ・ベルグとバイオレット・ダ・コスタがアブスターゴの社員にシェイの記憶を追体験させる。

2015年
- レベッカとショーンが、アブスターゴのエデンのかけら捜索データを得るためイザベル・アーダントのロンドンのオフィスに潜入する[1]。
- イザベルがショーンの手によって殺害される[1]。
- デズモンドと同じ遺伝情報を持つ10歳の賢者が見つかる。
- ビショップが｢新人さん｣にフライ姉弟の記憶を追体験させる。

2016年
- 10月13日、イザベルの後任としてサイモン・ハザウェイがアブスターゴ・インダストリーズ歴史調査部門主任に、ヴィクトリア・ビボーがその補佐に任命される[35]。
- 12月14日 21時29分、カラム・リンチによりアブスターゴ・インダストリーズCEOのアラン・リッキンが殺害され[1]、翌15日、西ロンドン市役所に検死報告書が出される[36]。

2017年
- 10月22日、レイラとディアナ・ギアリーがアレクサンドリアに行く[32]。
- 10月26日、レイラがカッターラ低地(エジプト)でサイモンのいう「特に注目すべき秘宝」であるバエクのミイラを発見する[37]。
- レイラ、ギリシャでレオニダスの槍と遺伝子の付着した本を発掘する。

2018年
- バイオレット・ダ・コスタの裏切りによりコ・イ・ヌールが最初の意思の使徒の手に渡る[1]。
- 秘宝コ・イ・ヌールの力でジュノーが肉体を得るも、アサシンのシャーロット・デ・ラ・クルスにより刺殺される[1]。
- カサンドラからレイラへ「ヘルメス・トリスメギストスの杖」が託される[1]。
- ユハニ・オッツォ・ベルグ指揮のもと、バイオレットが殺害されると共に、フェニックス・プロジェクトには終止符が打たれる。これにより最初の意思の使徒が壊滅する[1]。
- カサンドラ死去。

2020年
- レイラとその一団が謎のメッセージに導かれ、北米でエイヴォルの墓を発見する。
- レイラ、ゴインヘリルにてバシムを発見。入れ替わりでバシムが復活し、レイラはユグドラシルの中に観測者として残る。